# Ausfuhrgemeinschaft für Kriegsgerät
Die Ausfuhrgemeinschaft für Kriegsgerät (AfK, zeitgenössisch auch Ageka oder AGK) war ein Selbstverwaltungsorgan der deutschen Waffenindustrie unter Kontrolle der Reichsgruppe Industrie, die, nachdem man offizielle Waffenexporte wieder aufnahm, als Kartell agierte. Bereits 1937 erreichte der deutsche Anteil am weltweiten Waffenhandel wieder 15 %.

## Tätigkeit
Die am 21. Oktober 1935 entworfene Satzung sah vor, dass sich die Gesellschaft um die Regulierung der Exporte, die Vermeidung von „Verschwendung“ von Waren (Preiskontrolle), gemeinschaftliche Nutzung bestehenden Vertriebsstrukturen und Abwicklung sehr große Aufträge kümmern sollte. Das wichtigste Ergebnis der Bemühungen der AfK war eine erhebliche Verringerung des Wettbewerbs zwischen deutschen Unternehmen und damit höhere Preise für ihre Produkte.
Die AfK stellte den beteiligten Unternehmen, die meist schon vorher über Partner wie die schwedische Bofors oder Tarnorganisationen in neutralen Ländern Waffen verschoben hatten, für den Export die nötigen Unbedenklichkeitserklärungen aus, nachdem die Bestimmungen des Versailler Vertrags hinsichtlich der Wehrhoheit für aufgehoben erklärt worden waren. Formell geprüft wurden diese Bescheinigungen vom Außenministerium und im Kriegsministerium vom „Reichskommissar für die Überwachung der Aus- und Einfuhr.“
Hermann Göring suchte schon ab Frühsommer 1935 durch persönliche Einflussnahme, besonders auf die Exporte nach Lateinamerika und den Balkan, den Bezug von Rohstoffen für die Wehrmacht zu sichern. Von November 1935 bis Juli 1940 schloss die Industrie offiziell Geschäfte im Werte von 1¼ Milliarden RM ab. Dabei war zunächst die Regierung des chinesischen Kriegsherrn Chiang Kai-shek mit fast 57 % des Auftragsvolumens in den Jahren 1935–1937 wichtigster Abnehmer. In dieses Land waren auch vorher Waffen und Munition geschmuggelt worden, ein solcher Versuch des Handelshauses Siemssen & Co. flog auf. Nach dem politischen Schwenk hin zu Japan brach der chinesische Markt, nach dem Exportverbot vom 2. Mai 1938, weg. 1936 schloss man mit Afghanistan ein Handelsabkommen über Waffenlieferungen, die im Clearing-Verfahren abgerechnet wurden. Bis 1941 bezog man im Austausch von dort Baumwolle, Karakulfelle und ähnliches. Brasilien wurde nach dem faschistischen Putsch 1937 ein wichtiger Waffenkäufer. Auch das Zahlungsabkommen mit dem Iran von 1938 führte, verstärkt ab 1940, zu Waffenlieferungen.
Bis Sommer 1939 lieferte man an Ungarn, die Türkei aber auch an Litauen, Frankreich und z. B. Komponenten wie U-Boot-Batterien auch in die Sowjetunion. Aufgrund der herrschenden Devisenknappheit wurden die Abschlüsse als Kompensationsgeschäfte abgewickelt, erbrachten also kaum Devisen. Ab Sommer 1939 wurden Liefergenehmigungen auf neutrale Länder in Südamerika, Skandinavien und Bulgarien beschränkt.
Die zum 4. Dezember 1942 eingerichtete Dienststelle des „Wehrmachtintendanten z. b. V.“ beim OKW rechnete die an befreundete Armeen gelieferten Güter ab, dabei ließ sie die Werte von der AfK festsetzen. Zumindest ein Tiger E-Panzer wurde im Oktober 1943 nach Bordeaux gebracht, um per U-Boot nach Japan verschifft zu werden. Der Kaufpreis von 645.000 RM wurde über die AfK abgerechnet.

## Beteiligte
An der Spitze stand der Diplomat Ernst Trendelenburg, vormaliger Gesandter Deutschlands beim Völkerbund bis zum Austritt des Deutschen Reiches. Geschäftsführer 1935–1941 war Friedrich Freiherr von Lupin (* 1895), der nach dem Krieg im Außenamt Karriere machte. Einer der Referenten war Burkhard Nadolny, in die Leitung der Reichsgruppe Industrie und AfK gelangte der Generaldirektor der Mannesmannröhren-Werke Wilhelm Zangen. Vertreter auf der iberischen Halbinsel wurde Hans Eltze, der nicht nur für Schmiergeldzahlungen im Vorfeld des franquistischen Umsturzes verantwortlich war, sondern nach seiner Umsiedlung nach Portugal 1941 Vertrauter des Diktators Salazar wurde. Für während des Spanischen Bürgerkriegs geliefertes Kriegsgerät, u. a. über die ROWAK, wurden Rechnungen von insgesamt 481 Millionen RM nie beglichen.
Nach China, später dann Japan lieferten (auch nur indirekt militärischen Zwecken dienende Güter) Škoda, Zeiss, AEG, Siemens. Zwangsläufig einer der größten Profiteure war die Friedrich Krupp AG – Alfried Krupp von Bohlen und Halbach saß im AfK-Beirat.